# Lava-jato

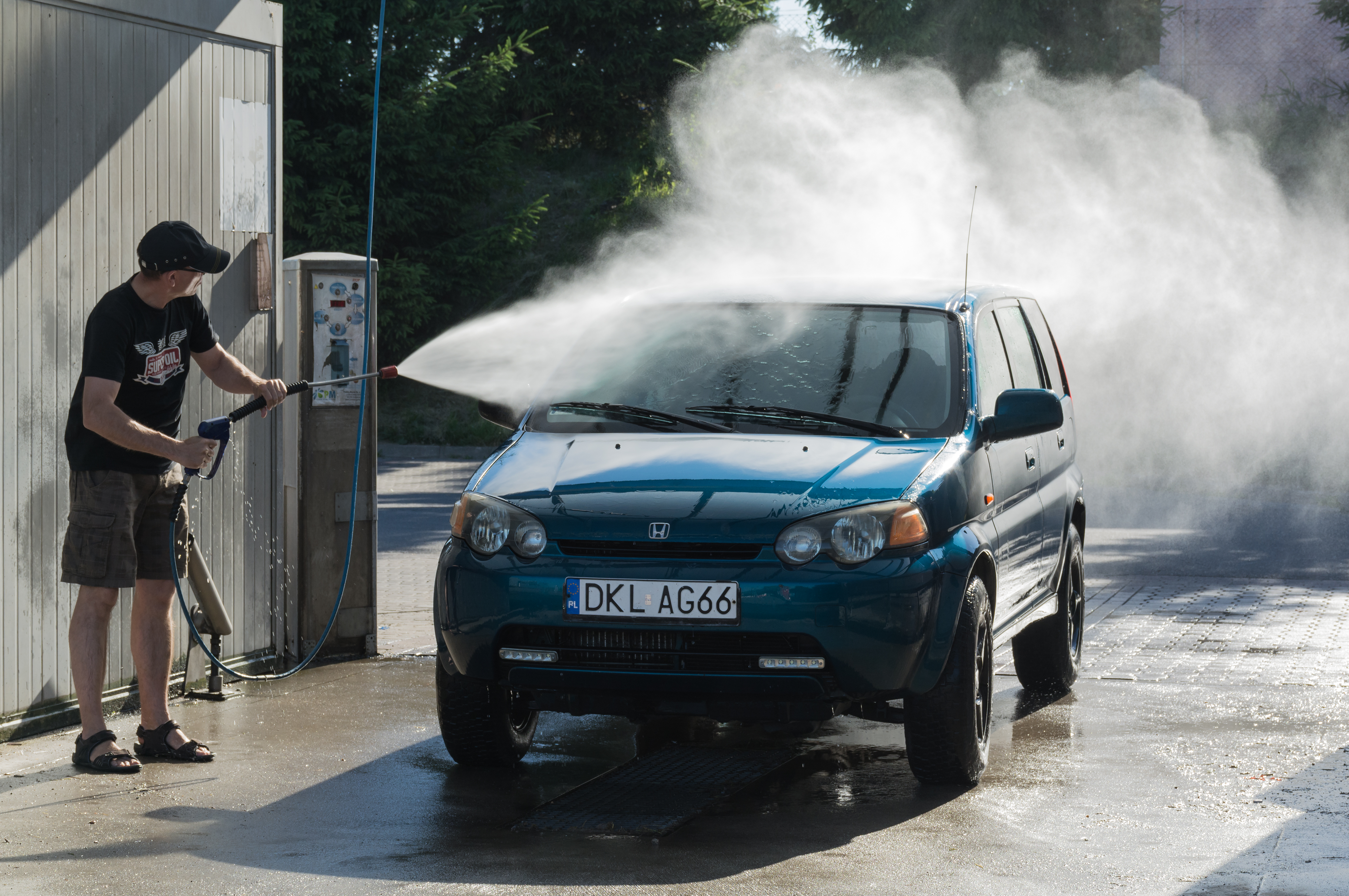
Lava-jato em Kłodzko, Polônia.

Lava-jato é uma instalação usada para limpar o exterior e, às vezes, o interior de um veículo motorizado. A lavagem de carros pode ser feita sozinha, totalmente automatizada ou com serviço completo com os oficiais que limpam o veículo. Isso também inclui eventos em que as pessoas são pagas para que seus carros sejam limpos por voluntários como um método para obter dinheiro para alguns propósitos.